# Medalha Milagrosa
A Medalha Milagrosa (em francês: Médaille miraculeuse), também conhecida como Medalha de Nossa Senhora das Graças, é uma medalha devocional, cujo desenho foi originado por Catarina Labouré após suas aparições da Bem-Aventurada Virgem Maria na Capela de Nossa Senhora da Medalha Milagrosa de Paris, França. A medalha foi aprovada em 1836, Arcebispo Hyacinthe-Louis de Quelen da Arquidiocese de Paris. Foi feita pelo ourives Adrien Vachette.
Segundo o ensinamento da Igreja Católica, o uso de sacramentais como esta medalha prepara as pessoas para receber a graça e as dispõe a cooperar com ela.

## História
Catarina Labouré afirmou que em 18 de julho de 1830, véspera da festa de São Vicente de Paulo, acordou ao ouvir a voz de uma criança chamando-a à capela, onde ouviu a Virgem Maria dizer-lhe: "Deus quer encarregar-te-ás de uma missão. Serás contrariado, mas não temas; terás a graça de fazer o que for necessário. Conta ao teu diretor espiritual tudo o que te passa. Os tempos são maus na França e no mundo."

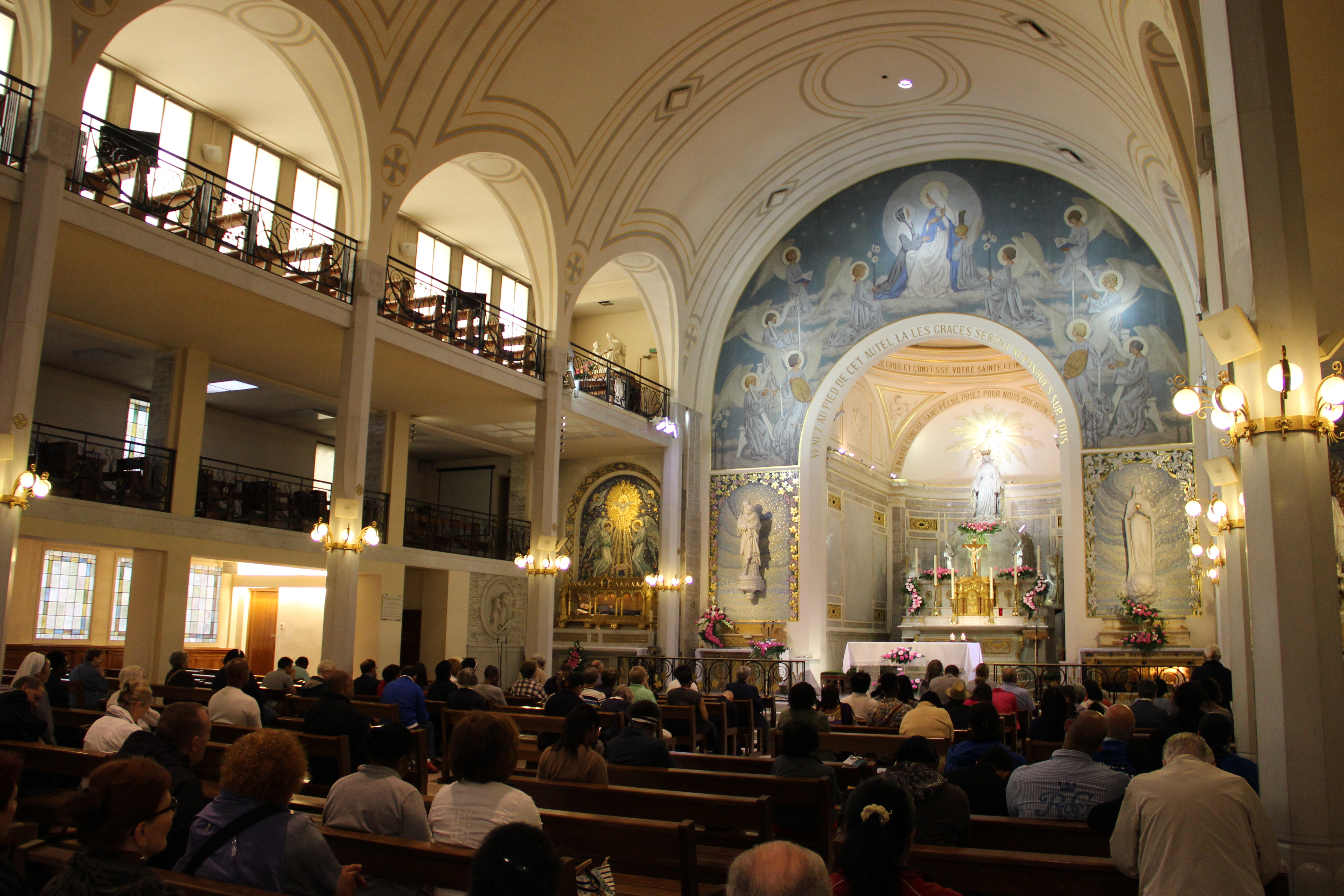
A Capela de Nossa Senhora da Medalha Milagrosa em Paris.

Em 27 de novembro de 1830, Catarina relatou que a Santíssima Virgem voltou durante as meditações noturnas. Ela se exibiu em uma moldura oval, de pé sobre um globo. Ela usava muitos anéis cravejados de pedras preciosas que lançavam raios de luz sobre o globo. Ao redor da margem da moldura apareciam as palavras Ô Marie, conçue sans péché, priez pour nous qui avons recours à vous ("Ó Maria, concebida sem pecado, rogai por nós que recorremos a vós").
Enquanto Catarina observava, a moldura parecia girar, mostrando um círculo de doze estrelas, uma grande letra M encimada por uma cruz, e o estilizado Sagrado Coração de Jesus coroado de espinhos e o Imaculado Coração de Maria trespassado por uma espada. Questionada sobre por que algumas das joias não lançavam luz, Maria teria respondido: "Essas são as graças pelas quais as pessoas se esquecem de pedir." Irmã Catarina ouviu então a Virgem Maria pedir-lhe que levasse essas imagens ao seu padre confessor, dizendo-lhe que deveriam ser colocadas em medalhões e dizendo: "Todos os que as usarem receberão grandes graças".
A irmã Catherine assim o fez, e após dois anos de investigação e observação do comportamento diário normal de Catherine, o padre levou a informação ao seu arcebispo sem revelar a identidade de Catherine. O pedido foi aprovado e os medalhões foram desenhados e produzidos pelo ourives Adrien Vachette.

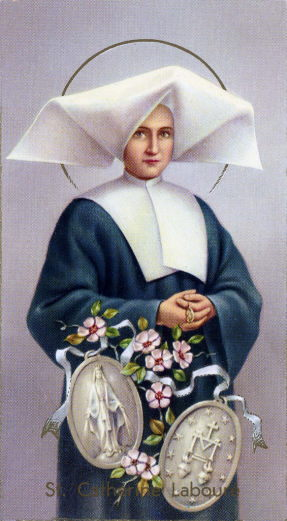
Santa Catarina Labouré.

Brasão do Papa João Paulo II.

A capela na qual Santa Catarina teve suas visões está localizada na casa mãe das Filhas da Caridade, na Rue du Bac, em Paris. Os corpos incorruptos de Santa Catarina Labouré e Santa Luísa de Marillac, cofundadora da Congregação das Filhas da Caridade de São Vicente de Paulo, estão sepultados na capela, que ainda hoje recebe visitas diárias de peregrinos católicos.
O Papa João Paulo II usou uma ligeira variação da imagem reversa como seu brasão, a Cruz Mariana, uma cruz simples com um M embaixo da barra direita (que significava a Santíssima Virgem ao pé da Cruz quando Jesus estava sendo crucificado).

## Propriedades da Medalha
Frente:
- Maria está na terra, esmagando uma serpente sob seus pés. Descrevendo a visão original, Catarina disse que a Mãe Santíssima apareceu radiante como o nascer do sol, "em toda a sua beleza perfeita".
- Raios brilham das mãos de Maria. Ela disse a Catherine que "simbolizam as graças que derramo sobre aqueles que as pedem".
- As palavras da visão, originalmente em francês, formam uma moldura oval em torno da imagem: "Ó Maria, concebida sem pecado, rogai por nós que recorremos a vós".

Lado reverso:
- Uma cruz e barra superam um grande e arrojado "M".
- Doze estrelas marcam o perímetro.
- Dois corações são representados abaixo do "M", o esquerdo cercado por uma coroa de espinhos, o direito perfurado por uma espada. De cada um, uma chama emana do topo.

## Simbolismo
Os elementos do projeto encapsulam os principais dogmas católicos relativos à mariologia que foram declarados doutrina oficial pela Igreja Católica.
Frente:
- Mãe – Seus braços abertos, o “recurso” que os crentes têm nela.
- Imaculada - As palavras, "concebido sem pecado".
- Assunta ao Céu – Ela está no globo, Rainha do Céu e Terra.
- Medianeira - Raios de suas mãos simbolizando "graças".
- Protetora – Esmaga a serpente sob os pés para proclamar que Satanás e todos os seus seguidores são indefesos diante dela. (Gênesis 3,15).

Lado reverso:
- A grande letra "M" – Maria como Mãe, Medianeira.
- Cruz e Trave – Cruz da Redenção de Jesus para a humanidade. O entrelaçamento do M e da Cruz mostra o envolvimento próximo de Maria com Jesus e aponta para seu papel como Medianeira.
- 12 estrelas – os Doze Apóstolos e a visão do Apóstolo São João em Apocalipse 12,1: "E apareceu no céu um grande sinal: Uma mulher vestida do sol, com a lua debaixo dos pés e na cabeça uma coroa de doze estrelas."
- Coração Esquerdo – O Sagrado Coração de Jesus, que morreu pelos pecados da humanidade.
- Coração Reto – O Imaculado Coração de Maria, que intercede pelos pecadores.
- Chamas acima de ambos os corações – O amor ardente que Jesus e Maria têm por todas as pessoas.

## A falsa Medalha
Segundo a Escola de Evangelização Saint Paul, em Warren, Michigan, pode ter começado em 2002, quando dois apostolados católicos, renomados na França, começaram uma disputa. Uma francesa afirmou que um grupo Maçom a procurou para a cunhagem de Medalhas falsas.
Estas são os erros para identificar a falsa:
- Na Medalha original existem estrelas com 5 pontas. Já na falsa as estrelas estão com 6 pontas.
- A letra "M" está sempre em posição inclinada, e não reta como a original.
- Nos corações aparecem uma forma camuflada, imitando espinhos, símbolo maçônico do compasso e da régua.
- Ao invés da espada atravessar o coração, ela está atrás do coração.
- A cruz tem formas diferentes, algumas com furos, em outras o braço não é reto.
- Na medalha original há uma estrela abaixo de cada coração, e também a cada estrela nos dois braços da cruz. Na medalha falsa, há uma estrela em cima da cruz, e uma estrela abaixo da cruz.